# Terry Beeson
Terry Beeson (Coffeyville, 19 settembre 1955) è un ex giocatore di football americano statunitense che ha giocato nel ruolo di linebacker nella National Football League (NFL). Fu scelto nel corso del secondo giro (41º assoluto) del Draft NFL 1977 dai Seattle Seahawks. Al college giocò a football all'Università del Kansas.

## Carriera professionistica
Beeson fu scelto nel corso del secondo giro del Draft 1977 dai Seattle Seahawks. Con essi disputò cinque stagioni fino al 1981. Dal 1978 al 2016 detenne il record di franchigia di tackle in una singola annata con 153, finché non fu superato da Bobby Wagner. Chiuse la carriera nel 1982 disputando 5 gare con i San Francisco 49ers.

## Palmarès
- PFWA All-Rookie Team - 1977

## Statistiche
| Partite totali | 82 |
| Intercetti     | 1  |